# King Nothing
Singles de Metallica
Mama Said
(1996) Bleeding Me
(1997)
King Nothing est une chanson de Metallica sur leur sixième album Load en 1996. 

## Paroles
La première démo de King Nothing est faite par Metallica en 1994, sous le titre Load. Toutefois, James Hetfield écrit les paroles définitives de King Nothing la veille de l'enregistrement studio.
Les paroles se réfèrent aux personnes qui dévouent l'ensemble de leur vie pour gagner de l'argent, jusqu'au jour où ils réalisent (« Then it all crashes down ») que tout l'argent obtenu n'a rien d'utile. Un deuxième sens se réfère à des personnes qui ont passé leur vie à souhaiter (« Wish I might/Wish I may/You wish your life away ») plutôt que de gagner ce qu'ils désirent. la chanson ressemble à un de leurs tubes classiques : Enter Sandman, car ils ont la même structure.[réf. nécessaire]

## Musique
Le morceau marque une rupture sonore pour Metallica, car la guitare jouée par Kirk Hammet, jusqu'ici cantonnée aux rôle de guitare solo, devient une guitare rythmique à part égale avec celle de James Hetfield. Les deux instruments sont placés à gauche et à droite du champ stéréo.

## Clip vidéo
La chanson King Nothing sort en 1997 comme quatrième single de l'album Load, accompagné d'un clip vidéo réalisé par Matt Mahurin. Filmé dans l'Utah, on y voit les membres de Metallica jouer dans la neige de nuit, aux côtés d'un roi portant une couronne de papier.

## Postérité
Il est possible de la retrouver comme clin d'œil dans l'œuvre de Hirohiko Araki, le manga JoJo's Bizarre Adventure. En effet, dans la partie 8 du manga, l'auteur s'inspire du nom de certains groupes de musique ou encore de noms de musique elles-mêmes pour nommer certains personnages. Il est donc possible dans JoJolion de retrouver un "stand" nommé King Nothing[réf. nécessaire], en honneur de cette célèbre musique de Metallica.[réf. nécessaire]